# Marie-Joseph-François-Victor Monyer de Prilly
Marie-Joseph-François-Victor Monyer de Prilly, né à Avignon, le 19 octobre 1775 et mort à Châlons-en-Champagne le 1er janvier 1860, est un prélat français de l’Église catholique. Il est évêque de Châlons pendant trente-six ans.

## Biographie
Il avait commencé ses études au collège militaire de Tournon, et il les terminait au collège Mazarin, lorsque la Révolution éclata. 
Le général marquis Marie Pierre Hippolyte de Monyer de Prilly, son père, fut jeté dans les prisons d'Avignon, où il mourut bientôt, et le jeune de Prilly fut incorporé dans un régiment de dragons. 
Nommé capitaine après la bataille de Zurich, il fut remarqué par l'empereur Napoléon, qui lui confia plusieurs fois des opérations hardies. 
Il venait d'être nommé aide de camp du général Jean Laurent Juslin de Lacoste-Duvivier, lorsqu'il résolut de se consacrer à la prêtrise ; il expliquait sa vocation par le vœu fait alors qu'il tentait de rejoindre son frère malade et que s'étant jeté à cheval dans le Rhône en crue il crut sa dernière heure venue et promettait de se consacrer à la prêtrise si Dieu le secourait. Sa mère lutta vainement contre ce projet : il entra bientôt au séminaire d’Aix ; 1807 devenait le tournant de sa vie. 
Lorsqu'il eut reçu les ordres le 21 septembre 1811, il revint à Avignon, où il fonda, dans la maison paternelle, un petit séminaire pour les diocèses d'Avignon et de Nîmes.

## Évêque de Chalons

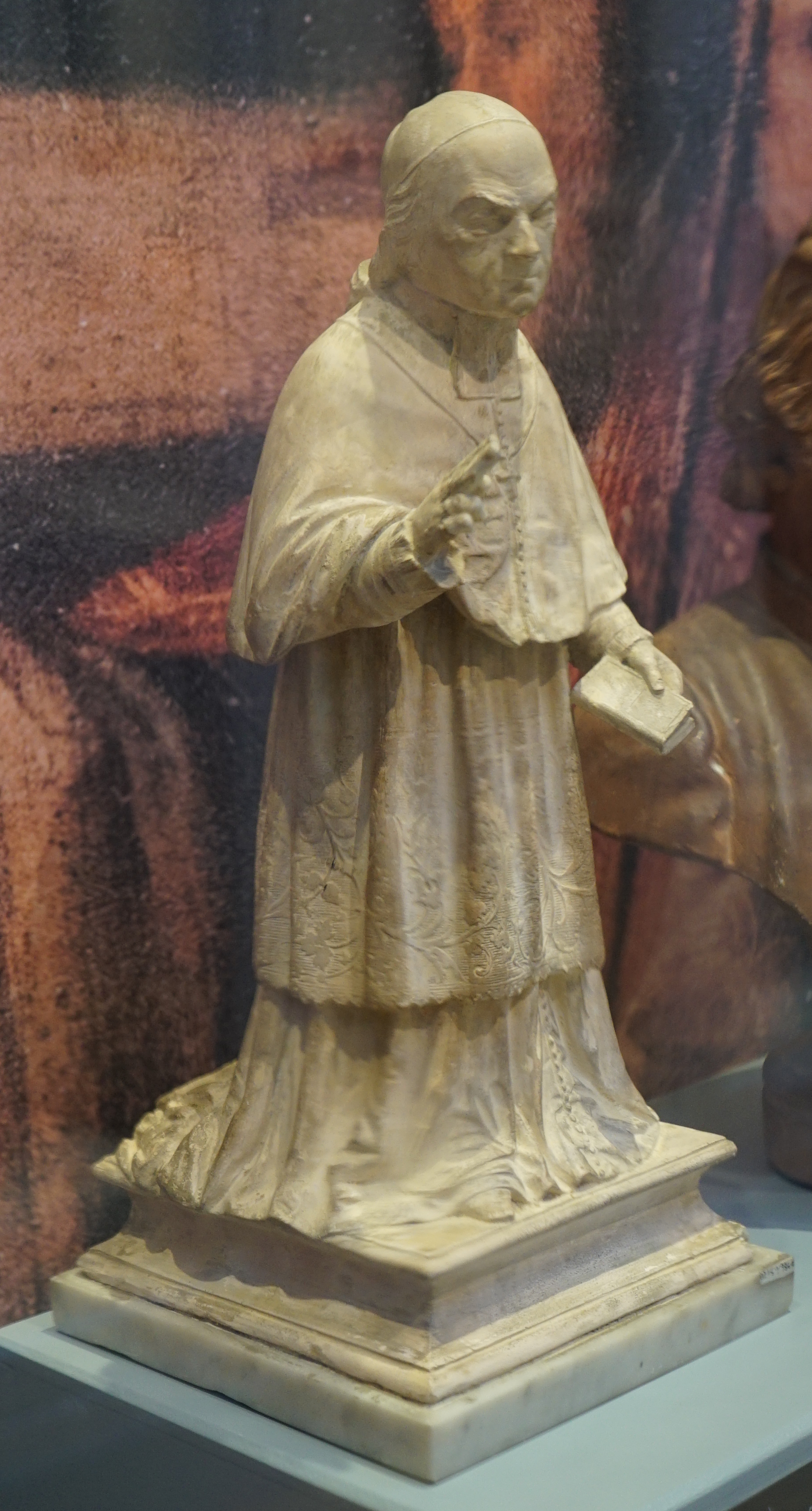
Sa sculpture par Jean Riondet, Musée des beaux-arts et d'archéologie de Châlons-en-Champagne.

Monsieur l'abbé Monyer de Prilly est nommé évêque de Châlons en mai 1823. Confirmé à cette charge en novembre suivant, il est ordonné évêque le 18 janvier 1824 par Denis Frayssinous. Premier à occuper ce poste après la Révolution française, il œuvre avec l'aide de l'abbé Becquey à l'ouverture d'un grand séminaire. Il leur fut difficile de trouver un bâtiment adéquat, en premier lieu dans le couvent des Cordeliers en 1827 puis dans le couvent Sainte-Marie deux années plus tard avant de lui trouver une place à Saint-Memmie en 1838, l'institution est confiée aux Lazaristes. Impliqué politiquement et lié aux monarchistes ultra-mondains, l'évêché est pillé lors des troubles de 1830. Il est ensuite en retrait avant de se rallier à la République en 1848.
Il soutient son clergé qui lutte contre une épidémie de choléra en juillet et août 1832. Il œuvre aussi à la rénovation de la collégiale de Notre-Dame-en-Vaux. Alors que Napoléon III était souvent présent au camp de Chalons, il vint décorer l'évêque de la médaille de Sainte-Hélène. Il participe à la translation des reliques de saint Augustin de Pavie à Hippone où l'évêque se trouvait de 395 à 430.

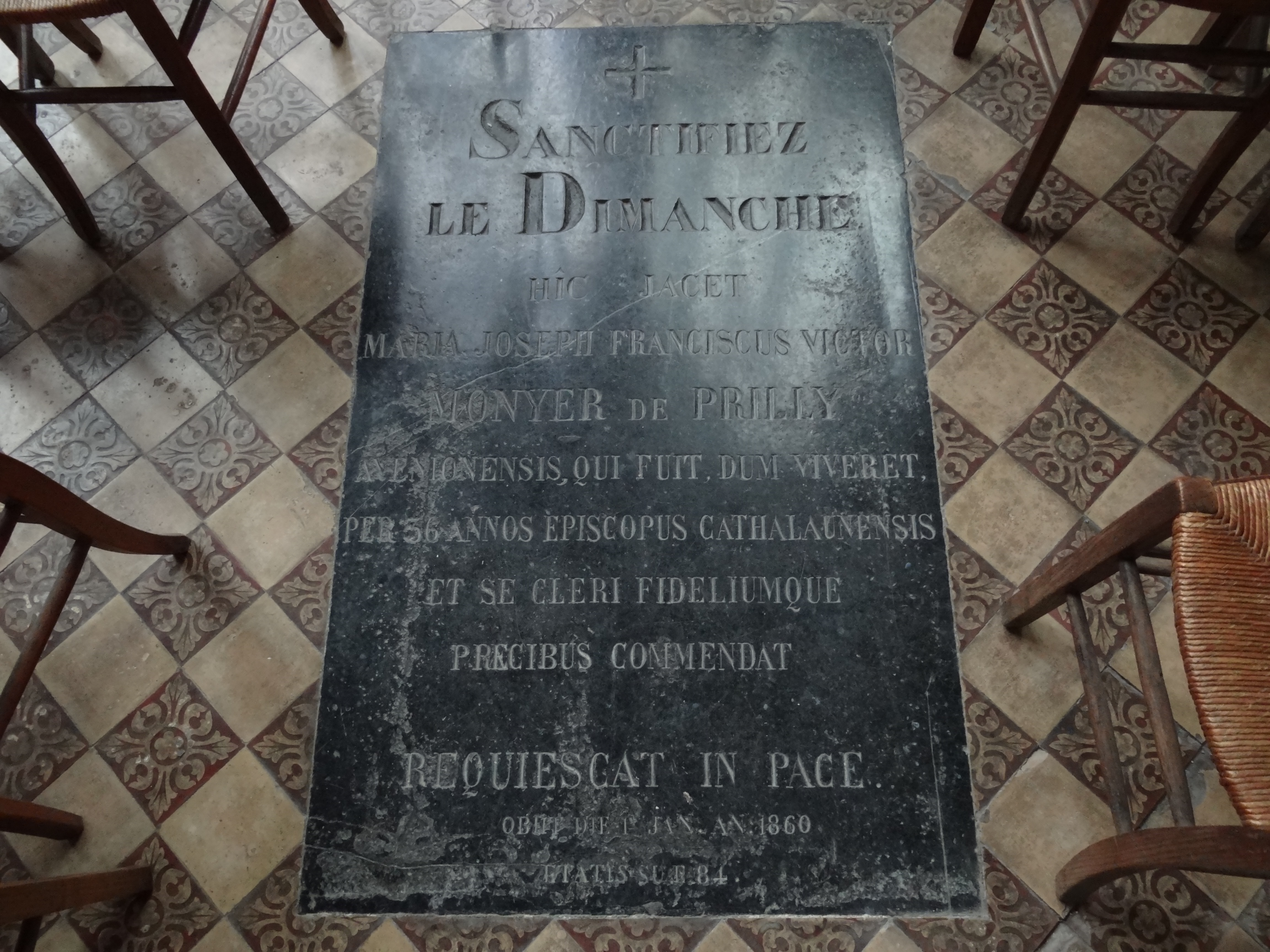
La tombe de Marie-Joseph-François-Victor Monyer de Prilly dans la chapelle du Saint-Sacrement de la cathédrale de Châlons-en-Champagne.

Il est évêque de Châlons jusqu'à sa mort en 1860, la ville lui consacre une rue.

## Distinctions
- Officier de la Légion d'honneur (14 aout 1852)[3]
- Médaille de Sainte-Hélène (1857)